# Mokobody

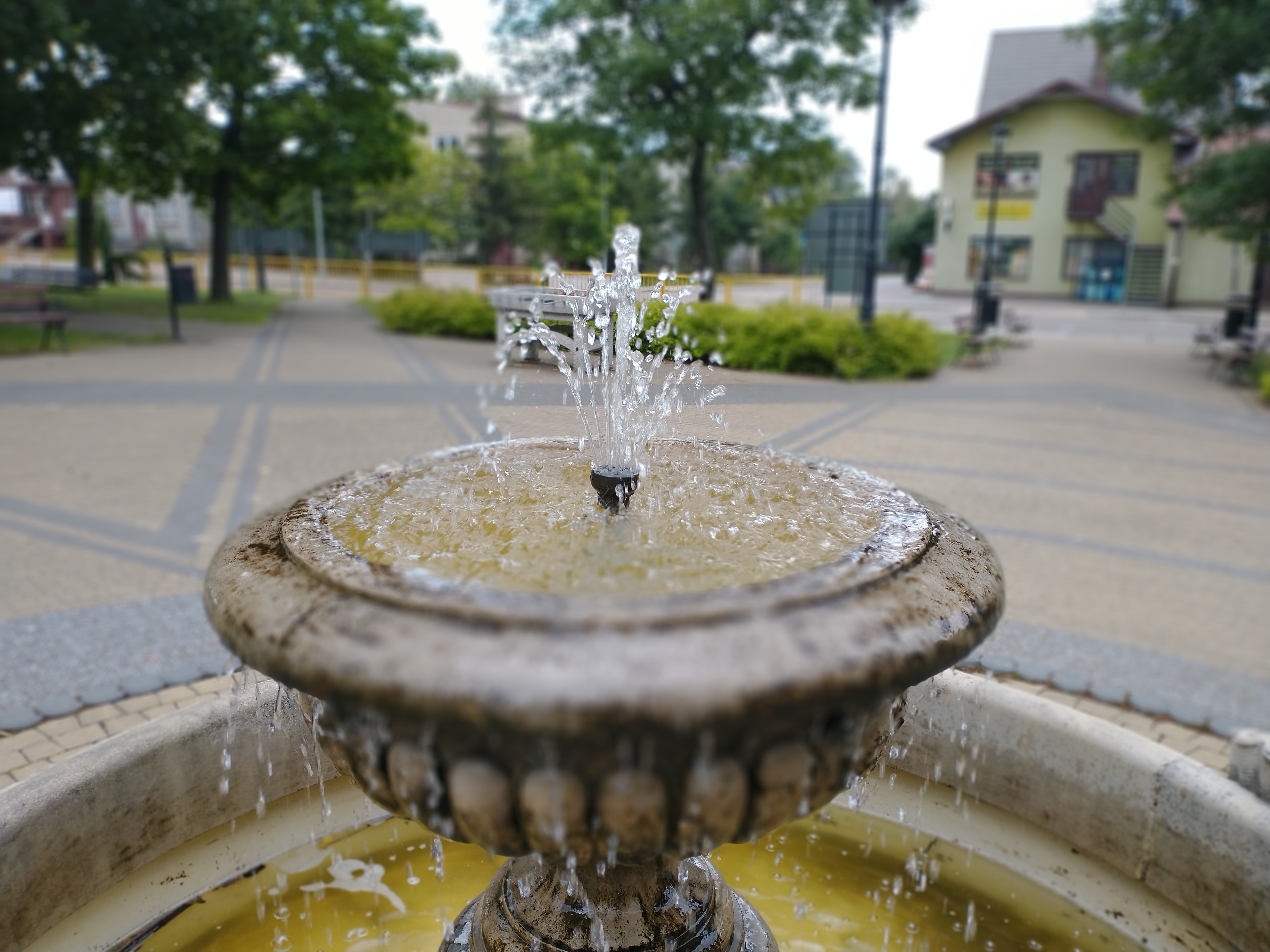
Fragment rynku

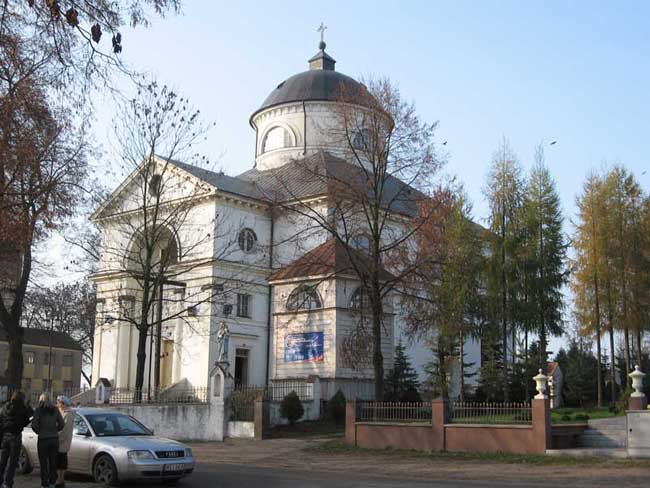
Kościół p.w. Św. Jadwigi w Mokobodach

Mokobody – wieś w Polsce położona w województwie mazowieckim, w powiecie siedleckim, w gminie Mokobody.
Na terenie wsi utworzono dwa sołectwa Mokobody I i Mokobody II.
Wieś leży nad rzeką Liwiec. Siedziba gminy Mokobody, oraz rzymskokatolickiej parafii św. Jadwigi. Dawniej miasto prywatne, posiadało prawo chełmińskie, w 1496 roku położone było w ziemi drohickiej województwa podlaskiego, prawa miejskie utraciło w 1870 roku.
Do 1954 roku istniała gmina Skupie, której siedzibą były Mokobody. W latach 1954–1972 wieś należała i była siedzibą władz gromady Mokobody. W latach 1975–1998 miejscowość położona była w województwie siedleckim. We wsi działa jednostka ochotniczej straży pożarnej.

## Historia
Dawne nazwy miejscowości brzmiały Mąkobody i Makowody. Wieś leżała w ziemi drohickiej i była własnością rycerską. Właściciel wsi Jan Mąkobodzki w okresie władania Podlasiem przez Bolesława IV księcia mazowieckiego był kasztelanem i sędzią liwskim. Prawdopodobnie w okresie zbrojnego zatargu Kazimierza Jagiellończyka z Bolesławem stał po stronie tego ostatniego, wskutek czego utracił swoje dobra. Mokobody stały się królewszczyzną. W 1487 r. Kazimierz Jagiellończyk darował je wraz z innymi dobrami Iwaszce Bohdanowiczowi Litaworowi Chreptowiczowi, podskarbiemu dwornemu litewskiemu.
W 1496 roku miasto prywatne zostało lokowane na prawie chełmińskim. W 1510 r. potwierdzenie przywilejów i nazwę Nowe Miasto, która jednak się nie przyjęła. Do Unii brzeskiej istniała tu Cerkiew prawosławna. Mokobody należały m.in. do Ostrorogów, Ossolińskich, Jezierskich i Kuczyńskich. W 1673 roku miasto posiadał starosta drohicki Zbigniew Ossoliński.
Bardzo duży wkład Mokobody włożyły w powstanie styczniowe. Już w styczniu wysłały do obrony Węgrowa ok. 600 chłopów, w większości byli uzbrojeni w kosy. 2 lutego brali oni udział w bitwie pod Węgrowem, a także słynnym w całej Europie ataku kosynierów na działa carskie. Następnego dnia, pod Mokobodami 1 tys. powstańców, w tym 200 strzelców, pod komendą kpt. Kuczkowskiego ps. Mucha, pobiło oddział rosyjski z Siedlec. Rosjanie ponieśli duże straty, było ok. 100 zabitych oraz dużo więcej rannych. W bitwie tej znaczący wkład mieli również mieszkańcy Mokobód i okolicznych zaścianków szlacheckich. Wiele osób nie brało bezpośredniego udziału w walkach, ale pomagało walczącym dostarczając żywność oraz informując o ruchach wojsk rosyjskich.
Po stłumieniu powstania carska policja i wojsko rozpoczęły aresztowania powstańców. Najwybitniejszym powstańcem był urodzony w Świniarach Ludomir Benedyktowicz, który stracił w powstaniu obie dłonie. Pamiątkowa tablica na jego cześć znajduje się przy głównym wejściu do kościoła w Mokobodach. Za masowy udział mieszkańców Mokobód w powstaniu rząd carski w 1867 r., czyli kilka lat po upadku powstania styczniowego, ukarał miasteczko zabraniem mu praw miejskich i zdegradowaniem do roli wsi.

## Zabytki
- Kościół parafialny, klasycystyczny z lat 1792–1818, fundacji starosty Jana Onufrego Ossolińskiego. Projekt architektoniczny autorstwa Jakuba Kubickiego jest czterokrotnie pomniejszonym projektem tegoż autora wyróżnionego w ogłoszonym przez króla Stanisława Augusta Poniatowskiego konkursie architektonicznym na świątynię – votum za Konstytucję 3 maja[13],
  - obraz Matki Boskiej Budzieszyńskiej z XVII w., otaczany wielkim kultem,
  - rokokowe rzeźby ewangelistów, wykonane przez Macieja Polejowskiego,
  - obraz "Chrystus Nauczający" z końca XVIII wieku, którego autorstwo przypisuje się Franciszkowi Smuglewiczowi,
  - obraz "Hołd Pasterzy" z XIX wieku autorstwa Piotra le Bruna,
  - model kościoła wykonany w 1793 roku przez Jakuba Kubickiego,
- Drewniana organistówka z XIX w.obecnie znajdująca się w skansenie we wsi Nowa Sucha, w miejscu organistówki znajduje się obecnie pomnik Jana Pawła II
- Drewniana dzwonnica z XIX w.